# Drum național 57
Der Drum național 57 (rumänisch für „Nationalstraße 57“, kurz DN57) ist eine Hauptstraße in Rumänien. 

## Verlauf
Die Straße zweigt in Moravița (Morawitz) im Banat nach Osten vom Drum național 59 (zugleich Europastraße 70) ab und verläuft nahe der rumänisch-serbischen Grenze nach Oravița (Orawitz), von wo der Drum național 57B weiter nach Osten in Richtung Steierdorf abgeht, wendet sich nach Südwesten (mit einem Grenzübergang über den kurzen Drum național 57C bei Naidăș nach Kaluđerovo und Bela Crkva in Serbien), führt weiter nach Süden über das Locva-Gebirge in das Durchbruchstal der Donau (Clisura Dunării) nach Pojejena, wo der weiter der Donau aufwärts führende Drum național 57A abzweigt, und folgt weiter dem linken Ufer der Donau über Moldova Veche, Svinița und Dubova bis nach Orșova, wo sie am Drum național 6 (zugleich Europastraße 70) endet.
Die Länge der Straße beträgt rund 201 Kilometer.